# Vasali Levi
Basil (Vasali) Levi, född 1878 i Polen, död 13 februari 1954 i Stockholm, var en polsk-svensk advokat och målare.
Levi växte upp i en familj där fadern var hovläkare och musiker och han uppmuntrades att sysselsätta sig med kulturella intressen. Han var under sexton års tid verksam som advokat i S:t Petersburg men flyttade efter revolutionen till Finland. Där började han måla i nära anslutning till Ilja Repin han arrangerade även utställningar med Repins och sin egen konst i Finland och de övriga nordiska länderna. Vid andra världskrigets utbrott 1939 flyttade han till Sverige. Han ställde flitigt ut i Stockholm, Malmö och Göteborg på 1940-talet. Genom sina grundläggande konstkunskaper för Repin och Münchenimpressionismen blev hans tavlor ett bra exempel på motivåtergivning med ett schvungfullt berättande. Levi är representerad vid Luxemburgs museum, Slaviska galleriet i Prag, Hradčanygalleriet i Prag, Gävle museum, Trelleborgs museum och Hudiksvalls museum. Han var gift med Beatrice Kondratjeff och far till Nathalie Levi.   